# Samandıra
Samandıra is een stad in de Turkse provincie Istanboel.
Bij de volkstelling van 2007 telde Samandıra 112.653 inwoners.